# The Ben Stiller Show
The Ben Stiller Show est une émission de télévision humoristique américaine en treize épisodes de 23 minutes créée par Ben Stiller et Judd Apatow et diffusée du 27 septembre 1992 au 17 janvier 1993 sur le réseau Fox.
Contrairement à la plupart des émissions de comédies à sketches, The Ben Stiller Show n'a pas utilisé de public en studio ou de rires enregistrés. The Andy Dick Show, semi spin-off, a utilisé le même format.
Bien que l'émission n'ait pas connu un succès d'audience, ce qui causera son annulation au bout de 12 épisodes, The Ben Stiller Show a obtenu des critiques positives et fut même récompensée au Emmy Awards dans la catégorie Emmy de la meilleure équipe de scénariste pour un programme musical ou de variété.

## Distribution
La distribution régulière de la série est composée de :

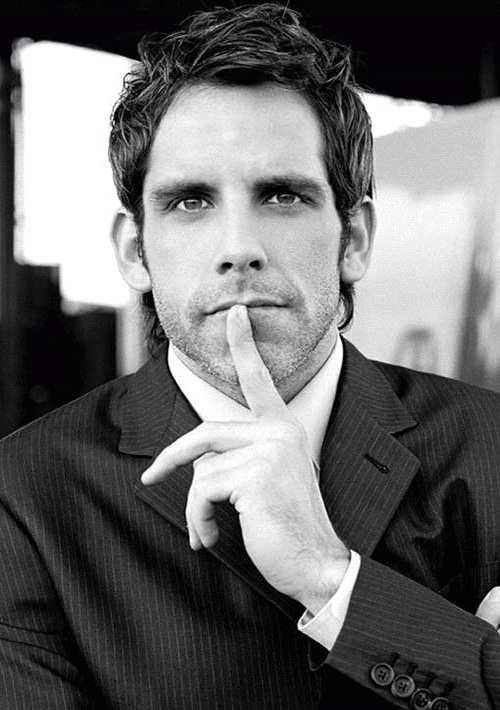
Ben Stiller
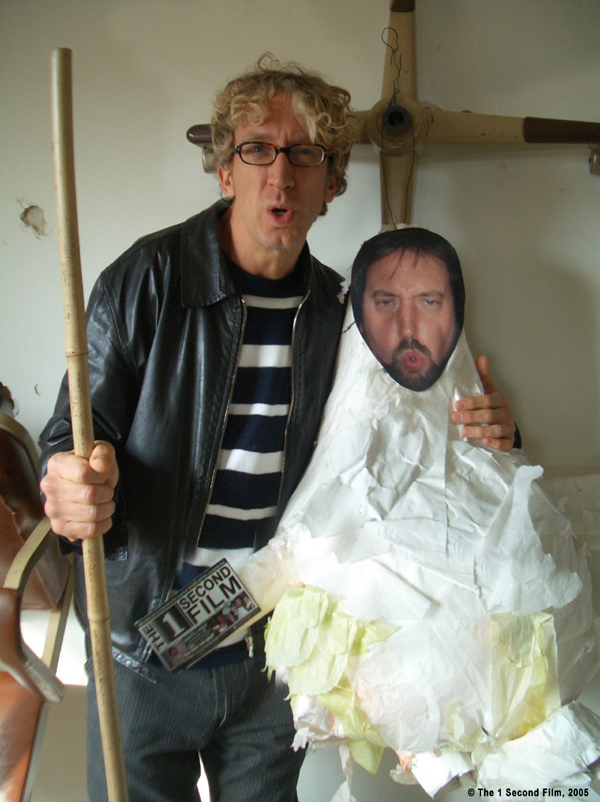
Andy Dick
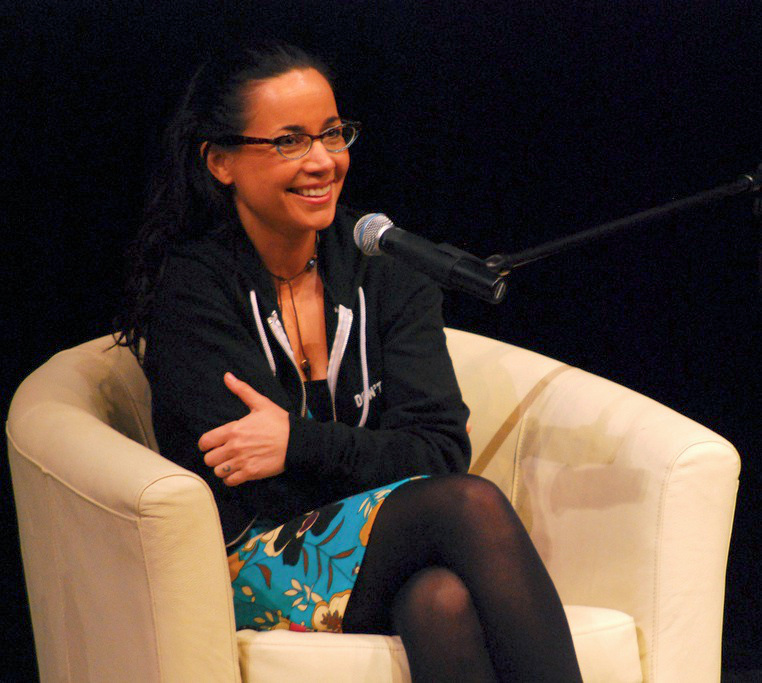
Janeane Garofalo
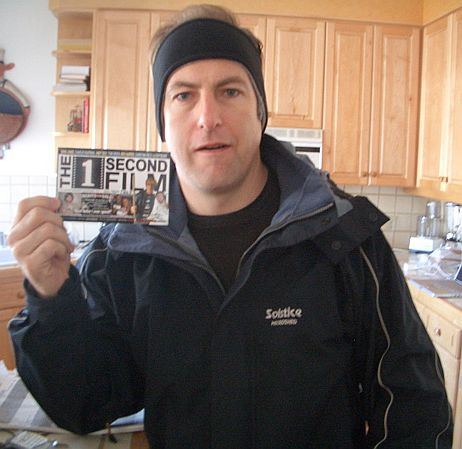
Bob Odenkirk

- Ben Stiller
- Andy Dick
- Janeane Garofalo
- Bob Odenkirk

## Liste des épisodes
1. Pilot
2. With Bobcat Goldthwait
3. With James Doohan
4. On Melrose Avenue
5. With Colin Quinn
6. With Sarah Jessica Parker
7. With Rob Morrow
8. With Flea
9. With Garry Shandling
10. With Dennis Miller
11. At the Beach
12. A Few Good Scouts
13. ZooTV at Night